# Warcisław-Eiche

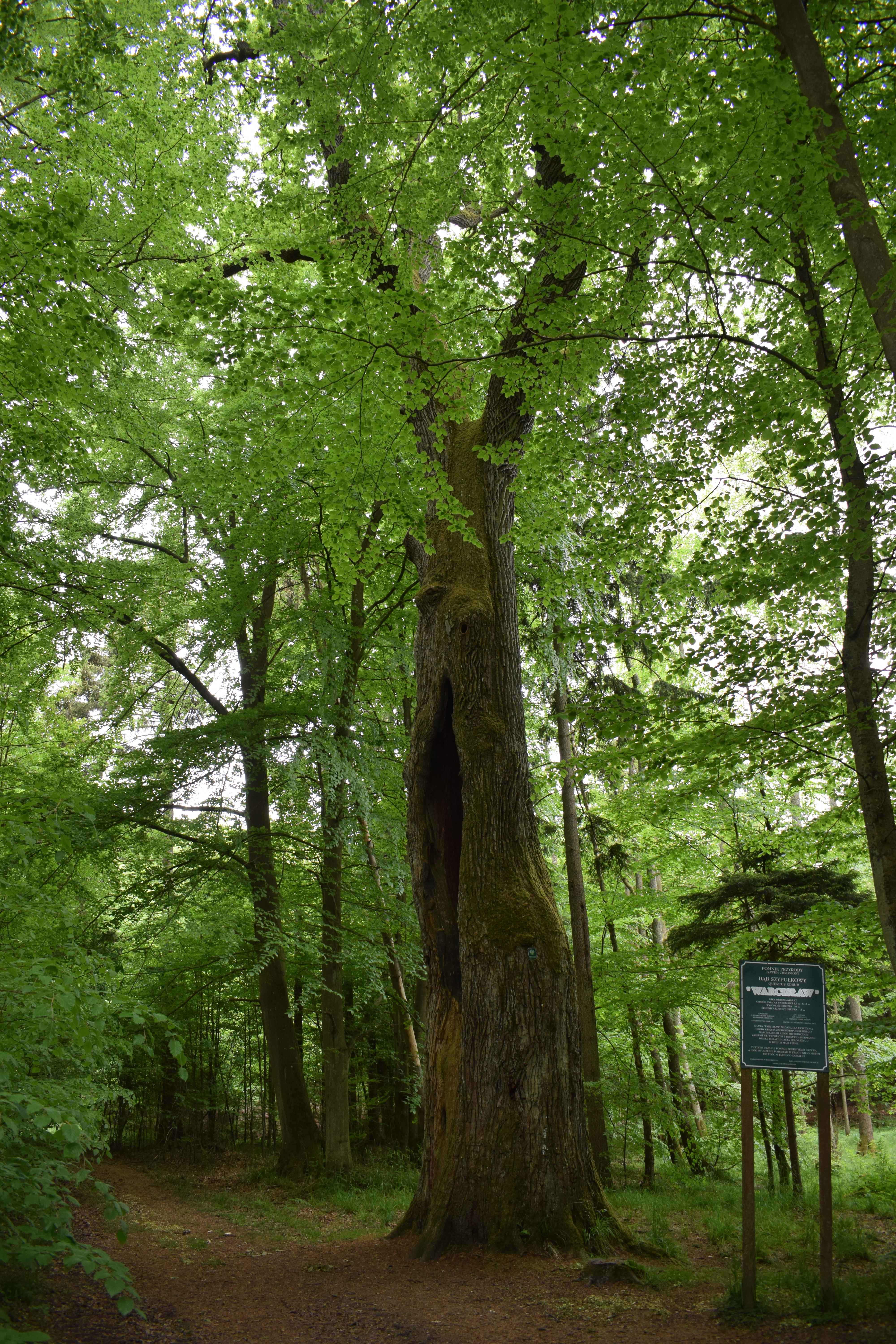
Warcisław-Eiche 2017

Die Warcisław-Eiche [var'ʨiswaf-] ist eine Stieleiche, die im Kolberger Stadtwald an der Landstraße Nr. 11 in der Gemeinde Ustronie Morskie, ungefähr 15 km südöstlich von Kołobrzeg (Kolberg) in Polen wächst.
Namensgeber ist Wartislaw III., im 13. Jahrhundert Herzog von Pommern.
Mit einem Alter von 640 Jahren steht die Warcisław-Eiche unter den ältesten Eichen in Polen an fünfter Stelle. Sie erreicht eine Höhe von 30 m, eine Kronenbreite von 15 m und in 1,30 m Höhe einen Stammumfang von 616 cm. In der Nähe befand sich bis 2016 eine noch ältere Eiche, die 800 Jahre alte Bolesław-Eiche. Zu den Eichen führt ein blauer Wanderweg, der an der Eisenbahnstation Bagicz beginnt.